# Austin Camilleri
Austin Camilleri (ur. 1972) – maltański artysta zajmującym się tworzeniem instalacji, malarstwem, rysunkiem, sektorem audiowizualnym i rzeźbiarstwem.

## Biografia
Austin Camilleri urodził się w 1972 na Gozo. Wychowywali go rodzice urodzeni również na Gozo, ale jego dziadek Wistin Camilleri (1885–1979), który był pierwszym artystą w linii swojej rodziny, miał pochodzenie maltańsko-francuskie.
Studiował na Uniwersytecie Maltańskim i Akademii Pietro Vannucci w Perugii we Włoszech.
Camilleri organizował i był kuratorem wystaw oraz tworzył szereg wydarzeń interdyscyplinarnych, podczas których często współpracował z autorami, kompozytorami, aktorami, architektami i choreografami. Jest założycielem 356, członkiem założycielem StArt, Klula Foundation i ISTRA Foundation oraz wykładowcą niestałym na Wydziale Środowiska Budowlanego Uniwersytetu Maltańskiego.
Austin Camilleri mieszka na Gozo, pracuje głównie na Malcie i we Włoszech.

## Wystawy
Jego prace wystawiano na Biennale w Wenecji, Biennale Śródziemnomorskim, Biennale Artraker i Biennale Młodych Artystów. Ponadto jego prace były pokazywane na wystawach w Galerii Sztuk Wizualnych w New Delhi, w Centrum Hendersona w Pekinie, w CENTRALE (Europejskim Centrum Sztuki Współczesnej), Muzeum Botanicznym i na placu Fontaines w Brukseli, w Muzeum Sztuki Współczesnej w Cluj-Napoca; w Apollonia w Strasburgu, w Galerie GNG w Paryżu oraz w Fondation Villa Datris w L’Isle sur la Sorgue we Francji; w Palais Liechtenstein w Feldkirch w Austrii, w Watykanie i na Biennale Młodych Artystów w Rzymie, w kompleksie Muzeum Archeologicznego w Lipari, w Muzeum Miejskim w Nichelino, w Bibliotece Uniwersyteckiej w Turynie, w Bibliotece Narodowej w Rzymie i Cosenzy, w Villa Maser w Treviso we Włoszech, w siedzibie Organizacji Narodów Zjednoczonych i Galerii SAI w Nowym Jorku, w Pałacu św. Jakuba w Londynie, w WTC w Sztokholmie i w Muzeum Kalmar w Szwecji, w Palais des Nations w Genewie, w Inguat w Ciudad Guatemala w Gwatemali, w Grote Kerk w Hadze oraz w kościele Santa Chiara w Republice San Marino.
Ponadto wystawiał prace publiczne w Ogrodzie Narodów w Ramallah w Palestynie, w Beit Szemesz w Jerozolimie, w Palais Kherredine w Tunisie i w Palais Abdelliya w La Marsa w Tunezji, w Munchen Kunstelerhaus w Monachium, w Galerie Bagnato i w Kulturzentrum w Konstancji w Niemczech, a także w Narodowym Muzeum Sztuk Pięknych, Muzeum Morskim, Muzeum Archeologicznym, Muzeum Il-Ħaġar, Spazju Kreattiv i Fundacji Sztuki Współczesnej na Malcie.

## Dzieła

### Główne prace
- Sacredaustin (kwiecień 1998) – betonowa instalacja ścienna w kościele św. Jakuba na Gozo[6];
- Convalescence of an interrupted conundrum (2003) – instalacja z rzeźbami autorstwa dziadka artysty, owiniętymi w plastik[2];
- Leanbh=baby / Prayer (2001/2002) – odlewany aluminiowy różaniec z główkami dzieci zamiast koralików[7];
- Deposition (2006) – podwójna projekcja sześciominutowego i dwudziestosekundowego filmu z pięćdziesięciosekundową przerwą pomiędzy nimi, w Kulturzentrum w Konstancji w Niemczech[8];
- Kelmabejntnei (2008) – olej na płótnie; serią instruktażowych e-maili artysta, od początku do końca nie widząc pracy, kierował wykonaniem i umieszczeniem dzieła w galerii[9];
- Homo immortalis (2011), – dziewięć marmurowych, pokrytych gipsem popiersi światowych dyktatorów[10];
- Milk (2012) – praca haftowana[11];
- Bloħladawl (2014) – projekt koncepcji pomnika w fosie w pobliżu fortu św. Elma, upamiętniającego 40. rocznicę uzyskania przez Maltę statusu republiki[12][13];
- Stones (1999) – różne skały na Wyspach Maltańskich pokryte listkami 22-karatowego złota[14];
- Ghost trip series (2015) – wideo i seria prac na papierze; prace wystawiane w Henderson Center w Pekinie (Chiny)[15];
- Seven (2017) – seria oryginalnych skał w różnych miejscach wysp maltańskich z wyrytymi siedmioma tekstami wziętymi z wierszy sześciu maltańskich poetów (Rużar Briffa, Norbert Bugeja, Claudia Gauci, Maria Grech Ganado(inne języki), Adrian Grima, Daniel Massa) oraz zespołu muzycznego Brikkuni[16];
- Night has fallen (2016-2017) – instalacja z wykorzystaniem fizycznego i cyfrowego neonu w połączeniu z wideo HD w czasie rzeczywistym; zamówiona na wystawę „Malta - Land of Sea” w BOZAR w Brukseli, Belgia[17];
- Żieme (2014) – tymczasowa instalacja stałej statuy trójnożnego konia, wykonana z brązu, która została zainstalowana w 2014 roku w pobliżu City Gate, przed budynkiem Parlamentu Malty w Valletcie[18], w 2016 była wystawiana w Kalmar w Szwecji[19], a w 2021 w Krakowie[20][21];
- Nine (2018) – cykl naturalnych rytów naskalnych z dziewięciu różnych wierszy poetów maltańskich, o następujących tytułach i lokalizacjach: „Mhix” w prywatnej rezydencji w Wardiji, „Għadira” na terenie inwestycji w Sliemie, „L-Aħħar” na klifie pomiędzy Sannat i Munxar, „Mappa” w kamieniołomie w Qali, „Pajji” na betonowym molo na Comino, „Ferħ” w solniskach Marsaxlokk, „Fossila” w glinie Għar Qawqla na Gozo, „Ħin” w miękkiej skale w forcie Saint Elmo w Valletcie, oraz „Xemx” na miejscu budowy w Moście[22][23].

### Współpraca
- The Hate Politik (2015) – spektakl łączący w sobie taniec, muzykę, sztuki wizualne i teatr; wspólnie z Kennethem Spiterim, Mario Sammutem i Tommim Zuegginem[24][25].